# Cleomeninos
Cleomeninos (Cleomenini) é uma tribo de coleópteros da subfamília Cerambycinae.

## Sistemática
- Ordem Coleoptera
  - Subordem Polyphaga
    - Infraordem Cucujiformia
      - Superfamília Chrysomeloidea
        - Família Cerambycidae
          - Subfamília Cerambycinae
            - Tribo Cleomenini (Lacordaire, 1869)
              - Gênero Apiogaster (Perroud, 1855)
              - Gênero Artimpaza (Thomson, 1864)
              - Gênero Brachysarthron (Thomson, 1864)
              - Gênero Camelocerambyx (Pic, 1922)
              - Gênero Cleomenes (Thomson, 1864)
              - Gênero Collyrodes (Pascoe, 1859)
              - Gênero Dere (White, 1855)
              - Gênero Diplothorax (Gressitt & Rondon, 1970)
              - Gênero Eodalis (Pascoe, 1869)
              - Gênero Epianthe (Pascoe, 1866)
              - Gênero Eucilmus (Fairmaire, 1901)
              - Gênero Fehmii (Özdikmen, 2006)
              - Gênero Hexarrhopala (Gahan, 1890)
              - Gênero Kurarua (Gressitt, 1936)
              - Gênero Mydasta (Pascoe, 1866)
              - Gênero Nida (Pascoe, 1867)
              - Gênero Nidella (Gressitt & Rondon, 1970)
              - Gênero Ochimus (Thomson, 1860)
              - Gênero Paramimistena (Fisher, 1940)
              - Gênero Plutonesthes (Thomson, 1864)
              - Gênero Procleomenes (Gressitt & Rondon, 1970)
              - Gênero Pseudocleomenes (Hayashi, 1979)
              - Gênero Sestyra (Pascoe, 1866)
              - Gênero Sophron (Newman, 1842)
              - Gênero Zoocosmius (Fåhraeus, 18720
              - Gênero Zosterius (Thomson, 1864)